# Tipo 032
El submarino chino con el número de casco 201 es un submarino auxiliar chino diésel-eléctrico. Se utiliza para probar sistemas y tecnologías, incluido el lanzamiento de pruebas de misiles balísticos (SLBM). 201 es el único miembro de su clase, designado Tipo 032 (nombre de informe de la OTAN: 'Qing').

## Historia
201 comisionados en la Armada del Ejército Popular de Liberación (PLAN) en 2012; el banco de pruebas SLBM anterior, un submarino clase Golf (Tipo 031), posteriormente dado de baja en 2013. Participó en las pruebas del SLBM JL-2. 201 realizó los primeros tres lanzamientos de prueba del JL-3 a partir de 2018.

## Descripción
201 se parece a un submarino Tipo 039A ampliado, con aviones de buceo retráctiles montados en proa, en lugar de montados en velas. La vela es desproporcionadamente larga y se extiende por debajo de la quilla como la clase Golf; al menos un tubo de lanzamiento de misiles balísticos está instalado en la parte trasera de la vela. En 2017, se aumentó la altura de la vela trasera, probablemente para soportar el JL-3 más grande.